# Miagrammopes gulliveri
Espèce
Miagrammopes gulliveri est une espèce d'araignées aranéomorphes de la famille des Uloboridae.

## Distribution
Cette espèce est endémique de Rodrigues, île de Maurice dans l'océan Indien.

## Description
La femelle holotype mesure 6 mm.

## Étymologie
Cette espèce est nommée en l'honneur de George Gulliver.

## Publication originale
- Butler, 1876 : Preliminary notice of new species of Arachnida and Myriopoda from Rodriguez, collected by Mssrs George Gulliver and H. H. Slater. Annals and Magazine of Natural History, sér. 4, vol. 17, p. 439-446 (texte intégral).